# Coupe d'Afrique des nations de football 1962
Navigation
Égypte 1959 Ghana 1963
La coupe d'Afrique des nations de football 1962 est un tournoi qui se déroule en Éthiopie. La sélection éthiopienne est qualifiée d'office pour cette compétition en tant que pays organisateur, ainsi que l'Égypte, vainqueur de l'édition précédente. 
C'est le pays hôte, l'Éthiopie, qui s'impose en finale après prolongations, face à l'Égypte. C'est le tout premier titre de champion d'Afrique de l'histoire des Antilopes Walya, dirigés par le futur président de la CAF, Ydnekatchew Tessema. Le joueur de Saint-George SA, Mengistu Worku, est sacré meilleur buteur de la compétition avec trois buts, à égalité avec l'Égyptien Abdel Fattah Badawi.
L'ensemble des rencontres a lieu au Stade Hailé Selassié, à Addis-Abeba.

## Tournoi final
Participants
| align="right" |  | - Éthiopie - Pays organisateur - République arabe unie - Tenant du titre - Ouganda - Tunisie |

### Demi-finales
| 14 janvier 1962 | Éthiopie                                           | 4 - 2 | Tunisie                     | Stade Hailé Selassié, Addis-Abeba |                           |
|                 | L. Vassalo 32e (pen.), 75e · Tekle 36e · Worku 85e |       | 13e Merrichkou · 29e Chérif | Arbitrage : Wilson Brooks         | Arbitrage : Wilson Brooks |

| 18 janvier 1962 | République arabe unie  | 2 - 1 | Ouganda      | Stade Hailé Selassié, Addis-Abeba |                          |
|                 | Badawi 50e · Selim 57e |       | 16e Jonathan | Arbitrage : M. Belkhouas          | Arbitrage : M. Belkhouas |

### Match pour la3eplace[3],[4],[5]
| Entraîneur :  |
| Frane Matošić |

| Entraîneur :  |
| Frane Matošić |

### Finale
| Entraîneur :     |
| Slavko Milošević |

| Entraîneur : |
| El Guindy    |

| Entraîneur :     |
| Slavko Milošević |

| Entraîneur : |
| El Guindy    |

## Équipe type de la compétition
| Gardien | Défenseurs | Milieux | Attaquants | Sélectionneur                        |
| ------- | ---------- | ------- | ---------- | ------------------------------------ |
|         |            |         |            | Slavko Milošević Ydnekatchew Tessema |

## Meilleurs buteurs
- Abdel Fatah Badawi  République arabe unie 3 buts
- Mengistu Worku  Éthiopie 3 buts

## Sources et références
1. ↑  Orlando Vinson, « CAN 1962 : l’Éthiopie sur le toit de l’Afrique », sur Le Corner, 10 novembre 2021 (consulté le 29 juin 2025)
2. ↑  « Ces buteurs de la CAN (1957-1972) : Osei Kofi, Al Attar, El Gohary, Pokou, Keita » (consulté le 29 juin 2025)
3. ↑    - Mahmoud Ellefi: "Almanach du sport", édité par le journal "Le Sport", 1973.Pages: 218-219
4. ↑    - Béchir et Abd-Essattar Latrech: "40 ans de foot en Tunisie" , Edition SAGEP, 1995. Page 106
5. ↑  Mohamed Kilani: "Guide-Foot 2010-2011", page 136